# Listă de formații death metal

### A
- Abaddon Incarnate
- Abhorrence
- Aborted
- Abramelin
- Abscess
- The Absence
- Acheron
- Aeon
- Afflicted
- Akercocke
- Alchemist
- All That Remains
- The Amenta
- Amon Amarth
- Amoral
- Amorphis
- Anata
- Angel Corpse
- Anvil of Doom
- Arch Enemy
- Archaios
- Arghoslent
- Arise
- Armageddon
- Arsis
- / Asesino
- Asphyx
- Assück
- Atheist
- Atrocity
- At the Gates
- Autopsy
- Autopsy Torment
- Autumn Leaves
- Avatar (Romania)
- Avatar (Sweden)

### B
- Beheaded
- Behemoth
- Belphegor
- Beneath the Massacre
- Benediction
- Benighted
- The Berzerker
- The Black Dahlia Murder
- Blinded Colony
- Blo.Torch
- Bloodbath
- Blood Red Throne
- Blood Stain Child
- Bolt Thrower
- Brodequin
- Broken Hope
- Brutality
- Brujeria
- Burning Inside

### C
- Cadaver
- Callenish Circle
- Cancer
- Cannibal Corpse
- Capharnaum
- Carbonized
- Carcass
- Carnage
- Cattle Decapitation
- Cemetary
- Cephalic Carnage
- Cenotaph
- Centinex
- Ceremonial Oath
- Chaosbreed
- The Chasm
- Children of Bodom
- Circle of Dead Children
- Coercion
- Comecon
- Condemned
- Consolation
- Corpsefucking Art
- Cradle of Filth
- Creepmime
- Crematory
- The Crown
- Crusher
- Cryptopsy
- Cynic

### D
- DÅÅTH
- Dark Heresy
- Dark Lunacy
- Dark Tranquillity
- Deadly
- Dead Horse
- Death
- Deathbound
- Deathchain
- Debauchery
- Decapitated
- Deceased
- Deeds of Flesh
- Defleshed
- Deicide
- Demigod
- Demilich
- Demiricous
- Demonoid
- Desecration
- Dethklok
- Detonation
- Devolved
- Devourment
- Devildriver
- Diablo
- Diabolic
- Dies Irae
- Dimension Zero
- Disarmonia Mundi
- Disavowed
- diSEMBOWELMENT
- Disgorge
- Disillusion
- Disincarnate
- Dismember
- Dispatched
- Dissection
- Divine Empire
- Divine Heresy
- Devilyn
- Dying Fetus

### E
- Ebony Tears
- Edge of Sanity
- Embodyment
- Entombed
- Eternal Tears of Sorrow
- Eternal Oath
- Eucharist
- Exhumed
- Exmortem
- Extol
- Extreme Noise Terror

### F
- Fear My Thoughts
- Fleshcrawl
- Fragments of Unbecoming
- From a Second Story Window
- Fuck...I'm Dead
- Funebre

### G
- General Surgery
- Goatwhore
- God Dethroned
- God Macabre
- Gojira
- Goreaphobia
- Gorefest
- Gorelord
- Gorerotted
- Gorguts
- Grave
- Grotesque
- Grotesque

- Gothic România

### H
- Hate
- Hate Eternal
- Hate Plow
- Hatesphere
- Heaven Shall Burn
- Hecate Enthroned
- Hibernus Mortis
- Holymarsh
- Hypocrisy

### I
- Illdisposed
- Immolation
- Immortal Souls
- Impaled
- Imperanon
- Impetigo
- Impious
- Incantation
- Infestdead
- Ingested
- Iniquity
- Insision
- Insomnium
- Internal Bleeding
- Internal Suffering
- Into Eternity
- In Flames
- Inveracity

### J
- James Murphy
- Job for a Cowboy

### K
- Kaamos
- Kalmah
- Katafalk
- Kataklysm
- Killwhitneydead.
- Krabathor
- Krisiun
- Kronos

### L
- Liers in Wait
- Living Sacrifice
- Lord Gore
- Lost Soul
- Lykathea Aflame

### M
- Macabre
- Malevolent Creation
- Massacra
- Massacre
- Master
- Mastifal
- Merciless
- Messiah
- Miasma
- Misery Index
- Monstrosity
- Morbid Angel
- Morgoth
- Mors Principium Est
- Mortician
- Mortification
- Murder Squad
- Myrkskog

### N
- Naildown
- Nailed
- Napalm Death
- Neaera
- Necrophagia
- Necrophagist
- Necrophobic
- Negativa
- Nembrionic
- Neptune
- Neuraxis
- Nightfall
- Nightrage
- Nihilist
- Nile
- Nocturnus
- Nominon
- Norther
- Noumena

### O
- Oathean
- Obituary
- Omnium Gatherum
- One Man Army and the Undead Quartet
- Opera IX
- Origin
- Orphaned Land

### P
- Painface
- Paganizer
- Pandemonium
- Panzerchrist
- Pestilence
- Polluted Inheritance
- Possessed
- Postmortem
- Psycroptic
- Pungent Stench
- The Project Hate MCMXCIX
- Prostitute Disfigurement
- Prayer for Cleansing

### Q
- Quo Vadis

### R
- Raven Woods
- Rebaelliun
- Regurgitate
- Ribspreader
- Ripping Corpse
- Rotting
- Runemagick

### S
- Sadist
- Sadistik Exekution
- Salem
- Sarcofago
- Satariel
- Scar Symmetry
- Scarve
- Seance
- Section Brain
- Sentenced
- Septic Flesh
- Severe Torture
- Shadows Fall
- Sinister
- Six Feet Under
- Sirrah
- Skinless
- Skyfire
- Soils of Fate
- Soilwork
- Solstice
- Sororicide
- Sotajumala
- Soulburn
- Soulscar
- Spawn of Possession
- Stargazer
- Stovokor
- Suffocation
- Suicide Silence
- Susperia
- Sympathy

### T
- Terrorizer
- Thanatos
- Theory in Practice
- Threat Signal
- Through the Eyes of the Dead
- Tiamat
- Torture Killer
- Torture Squad
- Transmetal

### U
- Unanimated
- Unleashed
- Unseen Terror

### V
- Vader
- Vehemence
- Verjnuarmu
- Vesania
- Vile
- Visceral Bleeding
- Visceral Evisceration
- Vital Remains
- Vomit Remnants
- Vomitory

### W
- Waco Jesus
- Warlord UK
- Wintersun
- With Blood Comes Cleansing

### X
- Xysma

### Y
- Year of Desolation
- Yyrkoon

### Z
- Zonaria
- Zyklon